# Reason why XXX
「Reason why XXX」（リーズン・ホワイ・キス）は、佐咲紗花の6枚目のシングル。2012年7月25日にLantisから発売された。

## 概要
前作「Starting Again」から約9ヶ月ぶりのリリースとなる2012年1作目のシングル。表題曲「Reason why XXX」は、テレビアニメ『だから僕は、Hができない。』のオープニングテーマに起用された。

## チャート成績
2012年7月24日付のオリコンデイリーチャートで35位を獲得、2012年8月6日付のオリコン週間シングルチャートでは45位を獲得した。推定売上枚数は1992枚を記録した。また、2012年8月4日放送分のCOUNT DOWN TV内のThis Week's TOP 100では77位を獲得した。

## 批評
CDジャーナルは、「エネルギッシュなヴォーカルと疾走感あふれるサウンドがクセになるロック・チューン」と評した。

## 収録曲
1. Reason why XXX [3:48]
作詞・作曲：ZAQ、編曲：nyanyannya（Team.ねこかん[猫]）
テレビアニメ『だから僕は、Hができない。』オープニングテーマ
疾走感のあるジェットコースターのようなかっこいい曲となっている[3]。
2. Ordinary Day... [4:38]
作詞：佐咲紗花、作曲・編曲：野井洋児
3. Reason why XXX（off vocal）
4. Ordinary Day...（off vocal）